# Platycleis waltheri
Platycleis waltheri är en insektsart som beskrevs av Carl Otto Harz 1966. Platycleis waltheri ingår i släktet Platycleis och familjen vårtbitare. Inga underarter finns listade i Catalogue of Life.